# تومويا واكاهارا
تومويا واكاهارا (باليابانية: 若原 智哉) (مواليد 28 ديسمبر 1999) هو لاعب كرة قدم ياباني.

## وصلات خارجية
- تومويا واكاهارا على موقع رابطة كرة القدم اليابانية للمحترفين (اليابانية)
- تومويا واكاهارا على موقع قاعدة بيانات كرة القدم.إي يو (الإنجليزية)
- تومويا واكاهارا على موقع Soccerway.com (الإنجليزية)
- تومويا واكاهارا على موقع عالم كرة القدم.نت (الإنجليزية)
- تومويا واكاهارا على موقع GSA (الإنجليزية)